# Heinrich Riedel (Theologe)
Heinrich Riedel (* 17. März 1903 in Nürnberg; † 8. Juni 1989 in München) war ein deutscher evangelisch-lutherischer Theologe und Pfarrer.

## Leben
Nach seinem Abitur am Melanchthon-Gymnasium in Nürnberg studierte Riedel evangelische Theologie in Erlangen und Leipzig und erhielt beide theologischen Examen. Während seines Studiums in Erlangen wurde er 1922 Mitglied der Burschenschaft der Bubenreuther. 1926 wurde er Präfekt im Evangelischen Schülerheim in Schweinfurt, danach war er drei Jahre lang Vikar in Zirndorf. Von 1930 bis 1934 war er Pfarrer in Thuisbrunn im Landkreis Forchheim, nebenamtlich leitete er noch ein Volkshochschulheim für Arbeiter in Kasberg; beide Orte gehören heute zu Gräfenberg.
Von 1934 bis 1943 bekleidete Riedel das Amt des ersten Landesjugendpfarrers mit Sitz in Nürnberg. Ebenfalls 1934 wurde er Leiter der Landesjugendpfarrer, die der Bekennenden Kirche nahestanden. 1943 wechselte er als Gemeindepfarrer nach Kulmbach, wo er auch Dekan des Dekanatsbezirks war. Zum Ende des Zweiten Weltkriegs war er an mehreren Versorgungsaktionen für Flüchtlinge und Kriegsgefangene beteiligt.
Von 1947 bis 1972 war er Oberkirchenrat im Evangelisch-lutherischen Landeskirchenamt in München und gehörte damit auch dem Kollegium der Kirchenleitung an. 1962 wurde er zudem Vorstand der geistlichen Abteilung und damit Stellvertreter von Landesbischof Dietzfelbinger und Personalreferent. Bei der Evangelischen Kirche in Deutschland war er Mitglied des Rats. In seiner Zeit als EKD-Ratsmitglied erfolgte die diplomatische Anerkennung des Staates Israel durch die Bundesrepublik Deutschland, die am 12. Mai 1965 vollzogen wurde. Riedel gehörte zu denen, die zusammen mit dem Ratsvorsitzenden Kurt Scharf den öffentlichen Druck erhöhten, der schließlich Bundeskanzler Ludwig Erhard dazu bewog, gegen den Willen des Auswärtigen Amtes den Botschafteraustausch in die Wege zu leiten. Denn am 26. Oktober 1964 sandte der Rat der EKD ein von Riedel mit auf den Weg gebrachtes Schreiben an die Bundesregierung, in dem deutlich zugunsten eines deutsch-israelischen Botschafteraustausches plädiert wurde.
Im Bereich der EKD war Riedel zudem Vorsitzender des Diakonischen Rats sowie Gründer und Leiter des Verteilungsausschusses Brot für die Welt. Ferner gehörte er der Kommission des Lutherischen Weltdienstes im Lutherischen Weltbund in Genf an und war Mitarbeiter im Ausschuss für den kirchlichen Entwicklungsdienst der EKD. Von 1972 bis 1977 war er ernanntes Mitglied des Bayerischen Senats.
Der Bayerische Verdienstorden wurde ihm am 15. Dezember 1959 verliehen.

## Schriften (Auswahl)
- Kampf um die Jugend. Evangelische Jugendarbeit 1933–1945, München 1976.

### Als Herausgeber
- Herr, bleibe bei uns. Abendgebete, München 1936.
- Herr, lehre uns beten. Gebetbuch für das christliche Haus, München 1952.
- Stille vor Gott. Evangelisches Betbüchlein, München 1955.
- Christus praesens. Vorträge, Aufsätze, Predigten von Hermann Dietzfelbinger, München 1968.